# Конституционный референдум в Белизе (2008)
Конституционный референдум в Белизе проходил 7 февраля 2008 года одновременно с парламентскими выборами в Палату представителей. Референдум стал первым в истории страны. Избиратели должны были ответить на вопрос, должен ли избираться Сенат Белиза?
Несмотря на то, что выборы в Сенат были одобрены 61 % избирателей с явкой в 46 %, референдум был только консультативным, и правительство решило не реализовывать результат, учитывая низкую явку.

## Предвыборная обстановка
С момента получения Белизом независимости от Великобритании в 1981 году члены верхней палаты парламента Сенат назначались. Избираемый Сенат, согласно сторонников избираемости, вернул бы решение о контроле над ресурсами страны и развитием белизскому народу.
Ранее премьер-министр Саид Муса молчаливо поддержал идею избираемого Сената и в конечном итоге поднял этот вопрос на заседании Палаты представителей 19 декабря 2007 года. Он внёс на рассмотрение законопроект, разрешающий проведение референдума, который должен был бы состояться в 2008 году параллельно со всеобщими выборами, чтобы определить настроение граждан Белиза по этому вопросу. Оппозиция во главе с Дином Барроу выступила против того, чтобы идти на референдум на том основании, что избирателям не было предоставлено достаточно времени для обсуждения этого вопроса, и заявила, что правящая Народная объединённая партия пытается использовать этот вопрос для того, чтобы набрать голоса на выборах, которые должны были состояться в первой половине 2008 года. Народная объединённая партия возражала, что оппозиционная Объединённая демократическая партия оказалась на «неправильной стороне истории».

## Предвыборная кампания
Премьер-министр Саид Муса объявил 7 января 2008 года, что он попросил генерал-губернатора сэра Колвилла Янга издать приказ о референдуме, который состоится в тот же день, что и всеобщие выборы. В ожидании объявления Народная объединённая партия опубликовала объявления, осуждающие позицию Объединённой демократической партии и призывающую белизцев проголосовать за них на парламентских выборах, а также голосовать на референдуме за избираемый Сенат, связывая вместе оба голосования. Народная объединённая партия обнародовала своё предложение об избираемости Сената 17 января.
Оппозиционная Объединённая демократическая партия объявила 8 января, что просит своих сторонников либо бойкотировать плебисцит, либо голосовать «нет». Поначалу оппозиция продвигала свой альтернативный план в качестве решения. Однако позднее лидер партии Барроу изменил свою позицию и просто призвал сторонников проголосовать «нет».
Реакция других политиков была неоднозначной. Несмотря на то, что многие приветствовали референдум, они настороженно относились к смешиванию вопроса о Сенате с текущими парламетскими выборами. Сенатор Годвин Халс, Кевин Эррера и Генри Гордон представили альтернативный план для избранного Сената в рамках списка реформ для широкого обсуждения.

## Результаты
Референдум был одобрен более 61 % голосов избирателей по всей стране и в 30 из 31 избирательного округа. Только избирательный округ Квинс-Сквер в городе Белизе проголосовал против.